# Estação Haxo

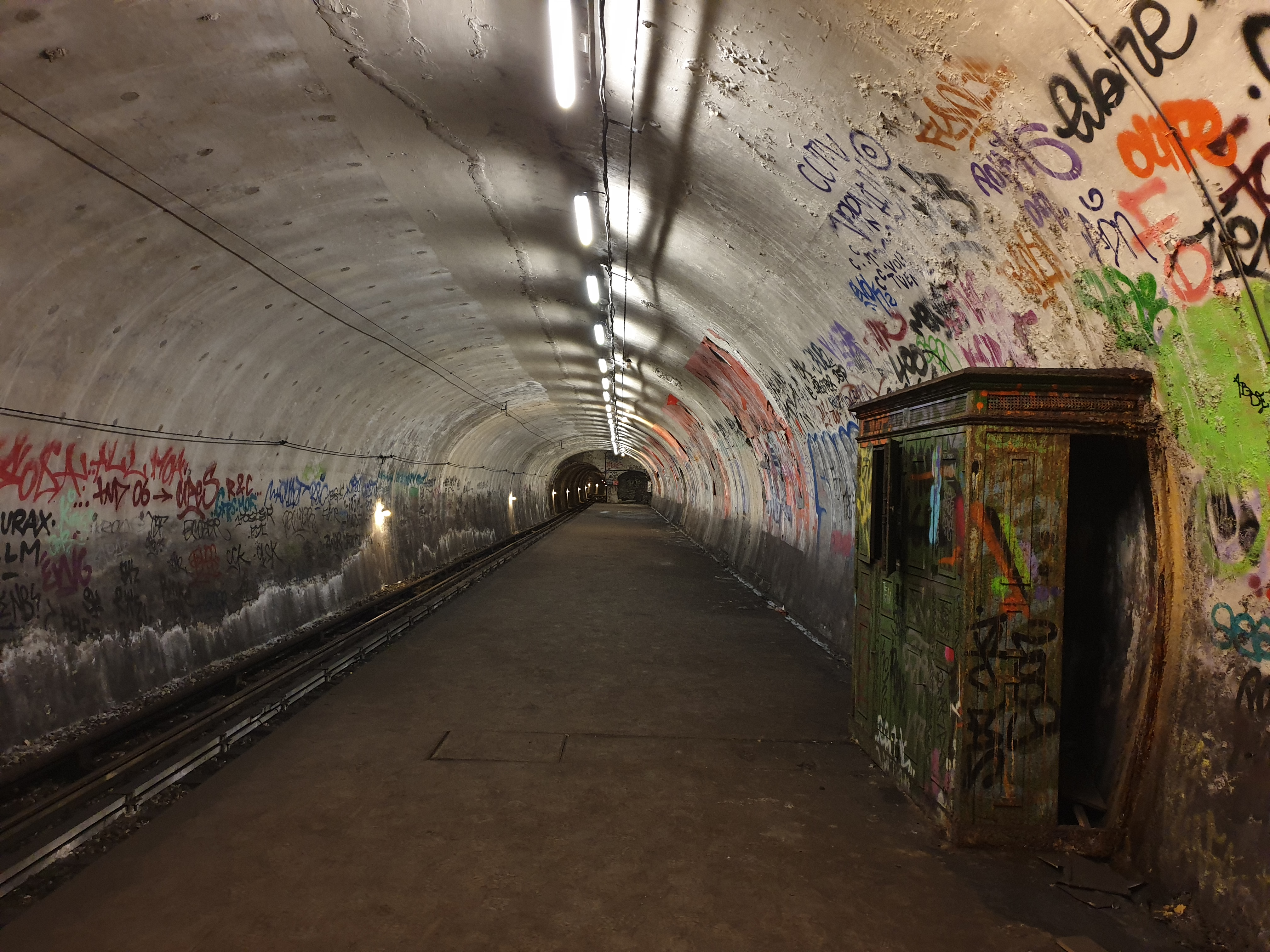
Um trem passando na estação Haxo

Haxo é uma estação fantasma do Metrô de Paris, localizada abaixo do Boulevard Sérurier no 19º arrondissement de Paris, na via de ligação entre a Linha 3 bis, na estação Porte des Lilas, e a Linha 7 bis, na estação Place des Fêtes.
A estação lembra uma outra estação: North End, em Londres, que nunca foi inaugurada.